# Adolf Tannert
Adolf Tannert (ur. 1 listopada 1875 w Berlinie, zm. 30 stycznia 1961 tamże) – niemiecki gimnastyk, olimpijczyk.
Tannert wziął udział w Igrzyskach Olimpijskich w Paryżu w 1900 r. Wystartował w konkurencji gimnastycznej. Zawody odbyły się w dniach 29–30 lipca 1900 r. Tannert uzyskał wynik – 180 punktów i zajął ex aequo z francuskim gimnastykiem Jacqueminem 118. miejsce.